# Simum

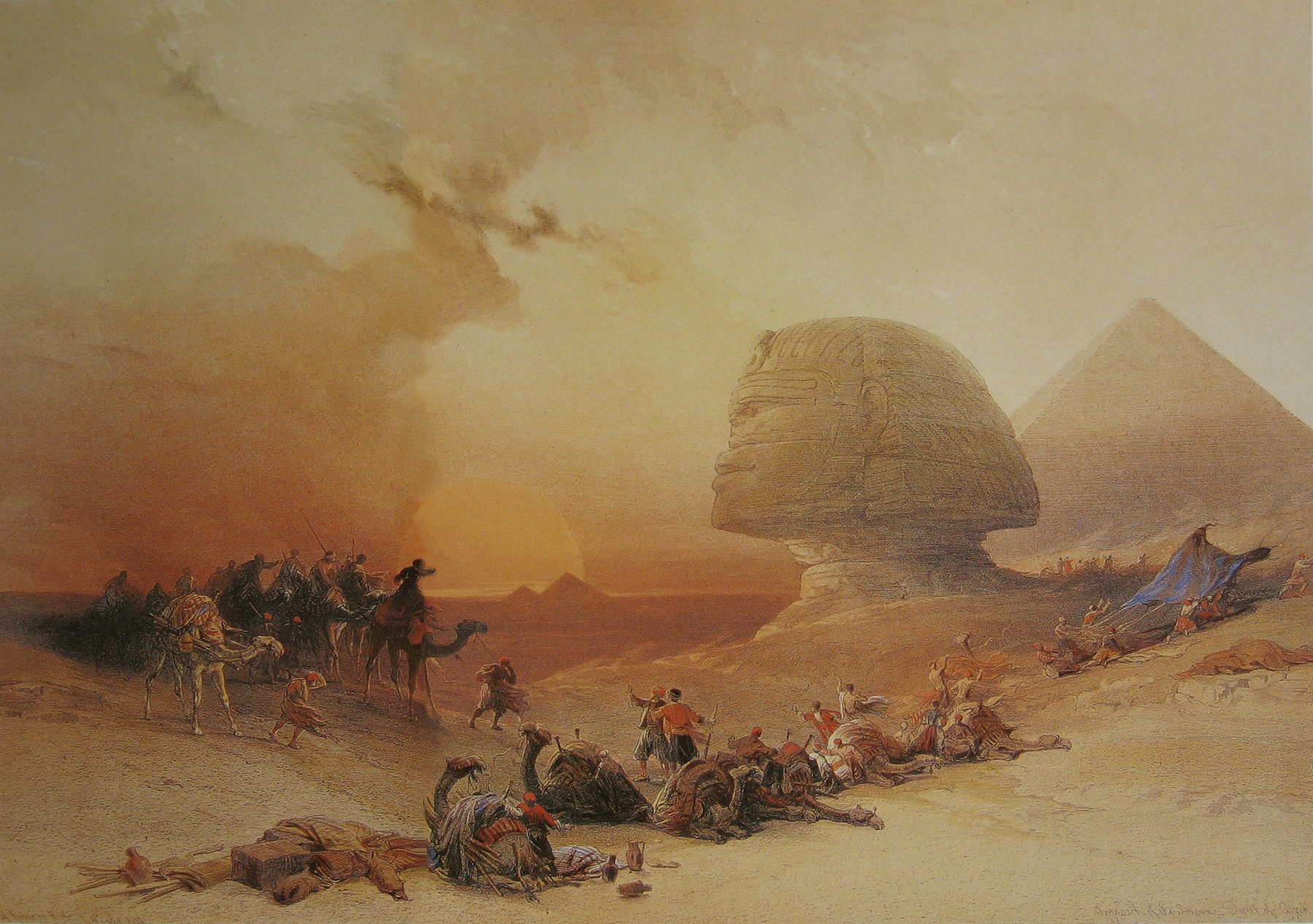
"O Simum sobre o Deserto", pintura de David Roberts (1838).

Simum ou samiel é um vento quente (com temperaturas que podem exceder os 54 graus Celsius), com níveis de humidade tendencialmente abaixo dos 10%, forte e perigoso, que sopra no centro de África, na Península Arábica e nos desertos do Médio Oriente, geralmente com orientação de Sul para Norte. 
Arrasta consigo o pó e a areia do deserto, o que lhe pode conferir uma coloração amarelada ou mesmo avermelhada, dependendo do substrato mineralógico das areias. 
Na tradição oral da Arábia, este vento só faz sentir a sua devastação acima de 4 pés do chão, pelo que a forma de se escamotear aos seus efeitos lesivos passa por deitar-se junto ao chão.
No deserto do Saara, por exemplo, o simum é capaz de provocar grandes tempestades de areia.

## Etimologia
O substantivo «simum» entra no português por via do pelo francês simountermo que, por seu turno, advém do árabe sámúm ("vento abrasador; pestilência").
Quanto ao substantivo «samiel», chega ao português por via do substantivo turco samyeli, que por seu turno resulta da junção do étimo árabe sāmm ( سامّ ), que significa «venenoso; letal», aglutinado ao sufixo turco -yel, que significa «vento».